# 藻川
藻川（もがわ）は、淀川水系猪名川の分流で兵庫県伊丹市および尼崎市を流れる一級河川。

## 地理
兵庫県伊丹市の神津大橋付近で猪名川から分かれ、兵庫県尼崎市戸ノ内町付近で再び猪名川に合流する。

## 歴史
藻川と猪名川に囲まれた東園田地区は、かつて夏はホタルが飛び交い、カジカガエルの鳴き声が聞こえ、秋はマツムシやスズムシの音が聞こえる、のどかな田園であった。ところが一度、豪雨ともなれば、両河川は氾濫し、家や田畑が水没した。
- 1905年（明治38年） - 大雨による洪水で、戸ノ内新堤防が破壊。
- 1938年（昭和13年） - 大洪水で猪名川と藻川が破堤し水が溢れ大きな被害が生じる。
- 1965年（昭和40年）3月 - 一級河川に指定。
- 1969年（昭和44年） - 猪名川と藻川の改修工事が完了し、水害は減った。

## 流域の観光地
- 近松公園（近松門左衛門の菩提寺と、記念した公園がある）
- 田能遺跡
- 園田競馬場（地方競馬のための競馬場。最寄り駅は阪急園田駅）
- 猪名寺廃寺跡
- 法園寺
- 佐璞丘公園

## 環境
生物化学的酸素要求量は、昭和44年には約110mgと高く、水質の悪化は顕著であった。だが、昭和50年以降その数値は低下し、近年は約10mg以下を推移しており、水質が徐々に改善してきている。

## その他
尼崎市内には他に藻川と字面及び読みの似た蓬川（よもがわ）が流れるが、こちらは淀川水系とは無関係で、単独の二級水系を形成している。市内中部を南流する。